# Карлос Де Леон
Карлос Де Леон (ісп. Carlos De Leon, 3 травня 1959, Ріо-Піедрас, Пуерто-Рико — 1 січня 2020, Нью-Йорк, США) — пуерториканський боксер-професіонал, який виступав у першій важкій (Cruiserweight) ваговій категорії. Чемпіон світу з боксу в першій важкій вазі за версією WBC (1980—1982, 1983—1985, 1986—1988, 1989—1990), The Ring (1984—1985, 1986—1987). Лінійний чемпіон (1986—1988).

## Професіональна кар'єра
Карлос Де Леон дебютував на професіональному ринзі в серпні 1974 року в першій важкій вазі. 25 листопада 1980 року нокаутував Марвіна Карнела (36-2-2) і завоював титул чемпіона світу за версією WBC.
У 1982 році програв титул С. Т. Гордону (21-5). У березні 1983 року нокаутував олімпійського чемпіона Леона Спінкса (12-3-2). Потім узяв реванш у Гордона і знову завоював титул WBC.
У 1988 році програв об'єднувальний бій з чемпіоном за версіями WBA та IBF Евандером Холіфілдом.
У 1995 році програв нокаутом у першому раунді південноафриканцю Коррі Сандерсу.
У 1995 році провів останній поєдинок у кар'єрі, в якому поступився нокаутом у третьому раунді данцю Бріану Нільсену.

## Цікаві факти
- Перший боксер, якому двічі вдалося виграти титул чемпіона світу в першій важкій вазі.
- Єдиний в історії професійного боксу чотириразовий чемпіон світу в першій важкій вазі.

## Смерть
Помер 1 січня 2020 року від зупинки серця. Йому було 60 років.